# Estadi Aline Sitoe Diatta
L'Estadi Aline Sitoe Diatta és un estadi esportiu de la ciutat de Ziguinchor, al Senegal.
És la seu del club Casa Sports Football Club i té una capacitat per a 10.000 espectadors.
Va ser inaugurat el 1992 i fou seu de la Copa d'Àfrica de Nacions 1992.
Situat a la part nord de la ciutat de Ziguinchor, s'ha vist afectat pel seu mal terreny, perquè l'estadi es va construir sobre el que antigament era un arrossar, la qual cosa el va fer inutilitzable durant l'època de pluges. Tanmateix, els esforços recents de les autoritats locals per canviar el terreny de joc en una gespa sintètica van tenir èxit.